# Jack Holt

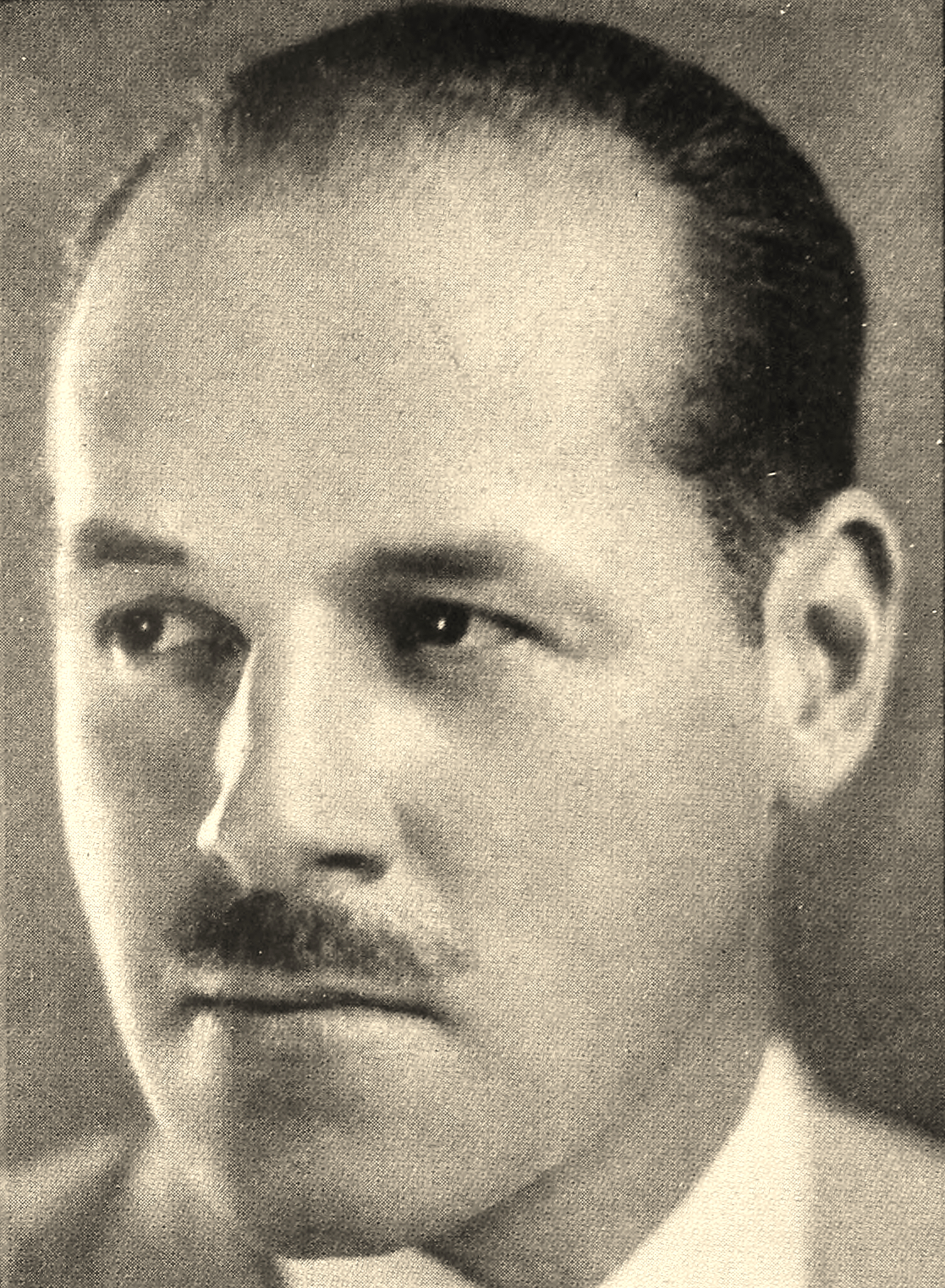
Jack Holt (1922)

Jack Holt, eigentlich Charles John Holt (* 31. Mai 1888 in New York City; † 18. Januar 1951 in Los Angeles, Kalifornien), war ein US-amerikanischer Stumm- und Tonfilm-Schauspieler. Er wurde vor allem durch Western bekannt.

## Leben
Jack Holt war der Sohn eines Geistlichen und wuchs in New York und in Winchester, Virginia, auf. Nachdem sich seine Pläne, entweder eine militärische Laufbahn einzuschlagen oder Jurist zu werden, nicht verwirklichen ließen, brach er alle Brücken zu einer bürgerlichen Existenz hinter sich ab und zog als Gelegenheitsarbeiter durch die USA. Als solcher arbeitete er unter anderem im Eisenbahnbau, als Briefträger und als Goldschürfer in Alaska. Schließlich kam er bei verschiedenen Wanderbühnen als Schauspieler unter und erreichte 1914 Kalifornien. Dort fasste er rasch Fuß im aufblühenden Filmgeschäft und wurde zunächst Stuntman.
John Ford und andere Regisseure der Universal Studios entdeckten ihn als Darsteller und gaben ihm ausgebaute Nebenrollen in Western, die in jenen Jahren vornehmlich in Form von Serien in die Kinos kamen. Später wechselte er zu Paramount Pictures und wurde zum Star in Filmen basierend auf Westernromanen von Zane Grey. Auch im Tonfilm konnte er, vor allem in Produktionen von Columbia Pictures, seine Karriere ohne Einbrüche fortsetzen; mit zunehmendem Alter wechselte er allerdings von den Hauptrollen zum Charakterfach. Zu seinen bekanntesten Filmen gehören San Francisco (1936) neben Clark Gable, Spencer Tracy und Jeanette MacDonald sowie Colorado (1951) unter Regie von William A. Wellman neben Gable, Ricardo Montalbán und Adolphe Menjou. In John Hustons Filmklassiker Der Schatz der Sierra Madre (1948) mit Humphrey Bogart, Walter Huston und seinem Sohn Tim Holt in den Hauptrollen hatte er einen Cameo-Auftritt.

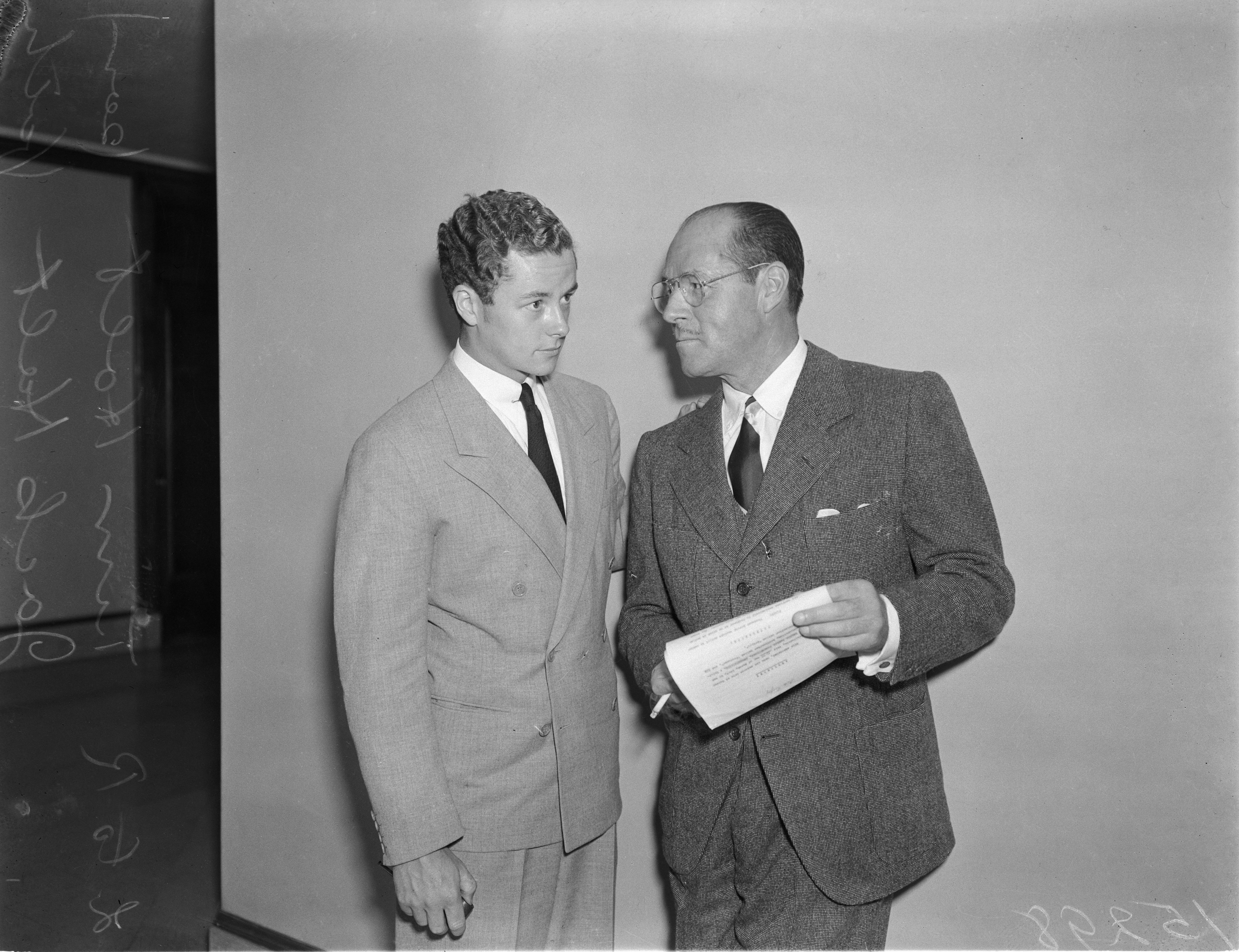
Jack Holt (rechts) mit seinem Sohn Tim

Jack Holt galt als ausgezeichneter Pferdekenner und war während des Zweiten Weltkrieges im Auftrag des späteren US-Außenministers George C. Marshall als Pferdeeinkäufer für die US-Kavallerie tätig. Er erreichte den Rang eines Majors.  Nach Ende des Zweiten Weltkrieges kehrte er ins Filmgeschäft zurück und spielte zahlreiche Charakterrollen. 1951 starb er an den Folgen eines Herzinfarkts und wurde auf dem Los Angeles National Cemetery beigesetzt.
Holt war verheiratet und hatte drei Kinder; sein Sohn Tim Holt und seine Tochter Margret (Künstlername Jennifer Holt) wurden ebenfalls Schauspieler. Die Comic-Figur Dick Tracy gestaltete der Cartoonist
Chester Gould nach dem kantigen Charakterkopf Jack Holts. Der Schauspieler erhielt einen Stern auf dem Hollywood Walk of Fame.

## Filmografie (Auswahl)
- 1914: Solomy Jane
- 1917: The Little American
- 1922: Der Farmerkönig (Making a Man)
- 1924: Verwöhnte junge Damen (Empty Hands)
- 1925: Die Erbin des Holzkönigs (The Ancient Highway)
- 1925: Prärieteufel (The Thundering Herd)
- 1925: Im Tale der wilden Pferde (Wild Horse Mesa)
- 1926: Banditenehre (Forlorn River)
- 1926: Ein Ende mit Schrecken (Sea Horses)
- 1926: Die Farm auf dem Hügel (The Enchanted Hill)
- 1928: Submarine
- 1929: Flieger (Flight)
- 1931: Helden der Luft (Dirigible) (TV-Titel: Das Luftschiff)
- 1932: Hinter der Maske (Behind the Mask)
- 1934: Schwarzer Mond (Black Moon)
- 1935: Der kleinste Rebell (The Littlest Rebel)
- 1936: San Franzisko (San Francisco)
- 1943: Katzenmenschen (Cat People)
- 1945: Schnellboote vor Bataan (They Were Expendable)
- 1946: Schüsse auf der Ranch (My Pal Trigger)
- 1946: The Chase
- 1948: Die rauhen Reiter (The Gallant Legion)
- 1948: Geladene Pistolen (Loaded Pistols)
- 1949: Hände hoch, Old Boy! (Red Desert)
- 1949: Sturm über dem Pazifik (Task Force)
- 1949: Überfall auf Expreß 44 (The Last Bandit)
- 1949: Mit Pech und Schwefel (Brimstone)
- 1950: Fahr zur Hölle (Return of the Frontiersman)
- 1950: Gauner, Gangster, schöne Mädchen (The Daltons’ Women)
- 1951: Colorado